# Leto Atréides
Pour les articles homonymes, voir Léto (homonymie).
Le duc Leto Atréides est un personnage de fiction issu du cycle de Dune de l'écrivain Frank Herbert.
Surnommé le « duc rouge » par l'Empereur Padishah Shaddam IV, Leto Atréides est le seigneur de la Maison Atréides, qui règne au départ sur la planète Caladan avant d'aller occuper le fief d'Arrakis (Dune). Il meurt après l'invasion d'Arrakis par les forces de la Maison Harkonnen, appuyées par les troupes Sardaukar de l'Empereur. Son fils, Paul Atréides, devient ensuite l'Empereur Paul Muad'Dib Atréides après avoir défait, aidé de ses Fremen, les forces de Shaddam IV à la suite de la révolte d'Arrakis.
Ne pas confondre le personnage de Leto Atréides avec celui du fils de Paul, Leto II (le futur Empereur-dieu), le petit-fils du duc Leto Atréides.

## Biographie du personnage

### Naissance et famille
Leto Atréides est, dans les versions de Brian Herbert, le fils du duc Paulus Atréides ; pour L'Encyclopédie de Dune, il est le fils du Duc Mintor Atréides. Le père de Leto meurt en 10163, encorné par le taureau qu'il toréait dans une arène sur la planète Caladan pour l'agrément de son peuple. Leto conserve ensuite la tête du taureau, qu'il fait monter comme un trophée macabre — mais riche d'enseignements — de cet événement. Ce trophée sera suspendu dans la salle du trône de Castel Caladan (le château ducal des Atréides sur la planète Caladan) puis dans la grande salle de la résidence ducale d'Arrakeen, la capitale de la planète Arrakis (Dune) lors de sa prise de contrôle par la Maison Atréides.
Leto est le descendant direct de son lointain ancêtre Vorian Atréides, historiquement connu pour un être l'un des leaders des forces humaines combattantes des siècles auparavant les Machines Pensantes lors du Jihad butlérien, au tout début de l'Imperium. C'est par ailleurs à cette époque que la fracture entre la Maison Atréides et la Maison Harkonnen prend forme, à la suite du comportement empreint de couardise d'Abulurd Harkonnen, alors seigneur de la Maison Harkonnen. Cette fracture perdure jusqu'à la mort de Feyd-Rautha, le dernier siridar-baron de la Maison Harkonnen, les deux maisons ne cessant de se combattre et d'anticiper les attaques et les stratagèmes adverses.
Du fait des actions héroïques de sa Maison durant le Jihad, et grâce à la personnalité attirante du duc Leto, celui-ci jouit d'une grande influence au sein du Landsraad (l'assemblée des nobles de l'Imperium), bien qu'il soit en minorité face à la puissance de l'Empereur Padishah qui le considère comme une menace. Leto prend comme concubine une sœur du Bene Gesserit, dame Jessica, ignorant que celle-ci est la fille cachée du baron Vladimir Harkonnen, son pire ennemi. Jessica (qui ne connait pas son ascendance) lui donne un fils, désobéissant alors aux consignes de son ordre, qui lui avait ordonné de concevoir une fille. Paul Atréides, le fils du duc et de Jessica, devient par la suite Paul Muad'Dib au contact des Fremen sur Arrakis.
Jessica reste cependant la concubine du duc, car Leto souhaite conserver la possibilité d'effectuer un mariage politique avec une princesse issue d'une autre Grande Maison, afin d'améliorer la position de la Maison Atréides, alors affaiblie financièrement par rapport à ses ennemis Harkonnen.

### Personnalité
Sur le plan personnel, Leto est un individu entier, un aristocrate fier du passé de sa maison et de ses prérogatives ducales. C'est un bon commandant, qui a toujours le souci du bien-être de ses gens (parfois même au détriment des ressources de son duché), mais il apparait aussi à certains moments dur et inflexible (il a des crises de rage froide, notamment lors d'injustices qui le révoltent), orgueilleux et autoritaire (un caractère qui semble provenir de son père, comme l'indique plusieurs fois Jessica, avec amertume) mais cependant juste et loyal, digne de respect. Dans le privé, c'est un être amical et aimant avec les individus proches de sa Maison, notamment avec sa concubine Jessica et son fils Paul, qu'il rêve de voir accéder à un destin glorieux, surtout depuis qu'il sait que Paul est un Mentat et un Diseur de vérité en puissance.
Cependant, il est parfois sujet à des « humeurs de mort » (comme l'indique son fils Paul), notamment lorsqu’il fait allusion à son arrivée sur Arrakis — qu'il sait être un piège — et à sa probable mort du fait de ses ennemis Harkonnen. En tant que chef de sa Maison, il ne peut faire autrement que d'accepter son destin (dans un moment de fatigue, il évoque le fait de fuir avec sa famille comme d'autres Maisons renégates avant lui, mais se reprend rapidement).
Sur Arrakis, il regrette aussi son ancienne patrie de Caladan, et déteste certains aspects de son nouveau foyer, pour sa « laideur » (notamment quand il observe un matin des autochtones recueillir la rosée sur les plantes alors que l'ardent soleil d'Arrakis vient à peine de se lever, ou quand il fait abolir une coutume Harkonnen barbare du partage de l'eau d'une serviette humectée réservée aux mendiants d'Arrakeen). Cependant, il cherche à canaliser et utiliser la « puissance du désert » d'Arrakis (symbolisée par les Fremen) pour l'aider dans sa lutte contre l’Empereur et les Harkonnen.

### DansDune
Dans Dune, la Maison Atréides régit depuis vingt générations la luxuriante planète Caladan, lorsqu'en 10191 l'empereur Shaddam IV ordonne au duc Leto d'aller occuper le fief de la planète Arrakis, la planète des sables aussi connue sous le nom de « Dune », succédant à des décennies de domination Harkonnen. En réalité, il s'agit d'un complot organisé par l'Empereur et les Harkonnens, assistés de la Guilde spatiale, en vue de récupérer la planète après s'être débarrassé d'un prétendant dangereux pour le trône de l'Imperium.
Après s'être installé sur Arrakis et déjoué plusieurs complots, le duc est finalement trahi par son médecin personnel et celui de sa famille, le docteur Wellington Yueh de l'école Suk qui pourtant, comme tout ses semblables, est sujet à un conditionnement impérial particulièrement fort, qui devrait lui interdire cet acte ; Yueh a été retourné par la Maison Harkonnen, grâce à un chantage habile. Yueh, neutralisant Leto, le livre inconscient au baron Vladimir Harkonnen, mais se sert en même temps du duc comme d'une arme en lui implantant de force une fausse dent qui contient une capsule de gaz empoisonnée, afin de tuer le baron par surprise. Avant de livrer son ancien maître à ses ennemis, Yueh s'efforce de lui rappeler qu'il pourra utiliser le poison quand, drogué, il se réveillera face au baron. Leto, à l’ultime moment, rate sa cible et tue à la place Piter de Vries, le Mentat-assassin du baron.
Peu après sa mort, sa compagne Jessica, réfugiée avec Paul chez les Fremens dans le désert d'Arrakis, donne naissance au second enfant de Leto, une fille, Alia Atréides.

### Dans les romans suivants
Dans les romans suivants, Paul Atréides ne cesse de se référer au modèle de vertu laissé en héritage par son père, de la même manière que Leto lui-même se rapportait à l'exemple de Paulus Atréides. Paul, caché dans le désert, se revendique duc en exil et mènera le combat contre ses ennemis. Devenu Empereur, il fait ériger un mausolée dans le désert et y fait jucher le crâne de son père, seul vestige de son existence.

### Rôle dansAprès Dunede Brian Herbert
Leto fait par la suite une brève apparition à la fin du complément posthume Le Triomphe de Dune, de Kevin J. Anderson et Brian Herbert, en tant que ghola aux côtés de Jessica et Wellington Yueh.